# Oliver Hazard Perry
Oliver Hazard Perry (South Kingstown, Rhode Island, Estados Unidos, 23 de agosto de 1785 - Trinidad, Indias Occidentales Británicas, 23 de agosto de 1819) fue un marinero estadounidense, oficial de la Marina de Estados Unidos en el mando durante la victoria del 10 de septiembre de 1813, en la batalla del Lago Erie, uno de los grandes triunfos navales norteamericanos de la Guerra de 1812 contra Gran Bretaña. Era el hermano mayor del comodoro Matthew Calbraith Perry. 

## Juventud
Nació el 23 de agosto de 1785 en South Kingstown, cerca de la aldea de Wakefield, Rhode Island. El mayor de cinco hijos y tres hijas nacidas de Christopher Raymond Perry y Sarah Alexander, el primer hijo lleva el nombre del padre de la abuela paterna, Oliver Hazard, y también por su tío, Oliver Hazard Perry, quien recientemente se había perdido en el mar. 
A los 13 años de edad se decidió por la carrera naval, enrolándose en la marina. En 1799 ocupó el cargo de guardiamarina con su padre, el capitán Christopher Raymond Perry, en las Indias Occidentales durante la Cuasi Guerra contra Francia, tras la que fue ascendido a teniente. 
Participó en la Guerra de Trípoli sirviendo en los barcos USS Adams, USS Constellation, USS Nautilus (1799), USS Essex, y el USS Constitution (como segundo oficial, pero no participó en ninguno de los combates memorables de esas guerras poco conocidas. Después de una excedencia en 1806-1807, Perry supervisó una flotilla de cañoneras pequeñas en Rhode Island y Connecticut, un deber que consideraba aburrido, hasta que en abril de 1809 recibió su primer mando a bordo, la goleta de 14 cañones USS Revenge.
A partir de abril de 1809, comandó el Revenge, participando en tareas de patrulla para hacer cumplir la Ley de Embargo de 1807, que ordenaba el cese del comercio estadounidense con Francia y Gran Bretaña. Así mismo participó en una incursión exitosa para recuperar un barco estadounidense retenido en territorio español en Florida. El 9 de enero de 1811, el Revenge encalló frente a Rhode Island y se hundió. "Al ver con bastante rapidez que no podía salvar el barco, [Perry] centró su atención en salvar a la tripulación, y después de ayudarlos a bajar las cuerdas sobre la popa del barco, fue el último en abandonar el barco". El consejo de guerra posterior exoneró a Perry, culpando al piloto del barco. 
Después de haber servido en la Guerra de Trípoli en el Mediterráneo (1802-1803) regresó a los EE. UU. para construir y comandar cañoneras a instancias del presidente Jefferson.

## Participación en la guerra anglo-estadounidense de 1812
Su gran fama vino de la Batalla del lago Erie (1813), donde los barcos bajo el mando de EE. UU., comandados por Perry derrotaron a las fuerzas británicas, un punto de inflexión en la guerra de 1812. El buque insignia de Perry el, USS Lawrence, estaba incapacitado, pero regresó y obtuvo la embarcación más pequeña, el USS Niágara, trasladando la bandera que decía Don't Give Up The Ship, (traducido, No rendid el barco, honrando las últimas palabras del capitán James Lawrence de la bahía de Chesapeake) y luego volvió vencer a los barcos británicos bajo el mando del capitán Robert Heriot Barclay. Después de la batalla su mensaje a William Henry Harrison, a la espera de avanzar en Canadá, se hizo famoso: "Hemos conocido al enemigo y que son los nuestros. Dos barcos, dos bergantines, una goleta, una balandra". Las bajas estadounidenses fueron de 27 muertos y 96 heridos, mientras que las pérdidas británicas fueron de 41 muertos y 94 heridos. 
La victoria fue de gran importancia para los Estados Unidos, que ahora controlaba el lago Erie hasta que terminó la guerra. Además, el general William Henry Harrison fue habilitado para poder tomar gran parte del Alto Canadá, y los negociadores de paz de América fueron capaces de hacer valer las reclamaciones estadounidenses al noroeste.

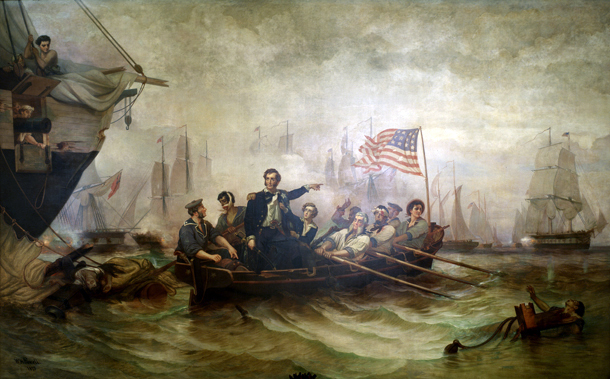
Oliver Hazard Perry durante la batalla del lago Erie, abandonando su buque insignia el USS Lawrence, para dirigirse al USS Niágara.

## Posguerra
El 6 de enero de 1814, Perry recibe la Medalla de Oro del Congreso de los Estados Unidos, siendo promocinado a Capitán.

### Intervención estadounidense en Angostura
En junio de 1819 el presidente James Monroe le confiere el mando de tres buques de guerra y le nombra como ministro plenipotenciario para exigirle al gobierno de la República de Venezuela el pago de la indemnización por el hundimiento de los navíos estadounidenses Tiger y Liberty en el río Orinoco ordenado por Simón Bolívar en 1818 por actos de piratería. Sus demandas fueron finalmente satisfechas por el entonces vicepresidente de Colombia, Francisco Antonio Zea.  Así el gobierno de los Estados Unidos había concluido con éxito su Intervención estadounidense en Angostura y humillado a la Republica de Colombia.

### Muerte
Perry murió de fiebre amarilla el 23 de agosto de 1819 a bordo del buque USS John Adams que navegaba por el golfo de Paria después de completar su misión diplomática en Angostura. En Puerto España, en la colonia británica de Trinidad su cuerpo fue enterrado con honores militares presentados por la tripulación del USS Nonsuch. Tiempo después sus restos fueron exhumados y llevados a los Estados Unidos para ser enterrados en el Old Common Burial Ground de Newport, Rhode Island. Finalmente sus restos fueron enterrados en el Island Cemetery de Newport, cerca de la tumba de su hermano Matthew C. Perry.